# Ducat de Feria
El Ducat de Feria és un títol de la noblesa castellana creat l'any 1567 pel rei Felip II d'Espanya en favor del noble extremeny Gómez Suárez de Figueroa i de Córdoba. El títol és de la Grandesa d'Espanya. Els Suárez de Figueroa ja ostentaven el comtat de Feria des de l'any 1394 que havia estat atorgat pel rei Joan II de Castella al noble Gómez Suárez de Figueroa pel seu paper de suport a la corona castellana a les terres extremenyes.

## Senyors i comtes de Feria
- Ramón Pérez, senyor de Figueroa ?-1195
- Ruy Remóndez de Figueroa (fill) 1195-?
- Fernán Ruíz de Figueroa (fill) abans 1240-?
- Suer Fernández de Figueroa (fill) ?
- Gómez Suárez de Figueroa (fill) ?-1359
- Lorenzo Suárez de Figueroa (fill) 1359- ?
- Gomez Súarez de Figueroa Mesía (fill) ? primer senyor de Feria
- Lorenzo Súarez de Figuera y Lasso (fill) ? primer comte de Feria
- Gómez Súarez de Figueroa y Manuel «el Bueno» (fill) ?
- Lorenzo Súarez de Figueroa y de Toledo (fill) ?

Per l'enllaç amb la casa dels senyors d'Aguilar de la Frontera i marquesos de Priego s'estipula que els cognoms canviïn d'ordre.

## Ducs de Feria
|                                | Titular                                                         | Període                        |
| Creació per Felip II d'Espanya | Creació per Felip II d'Espanya                                  | Creació per Felip II d'Espanya |
| ------------------------------ | --------------------------------------------------------------- | ------------------------------ |
| I                              | Gómez Suárez de Figueroa y Fernández de Córdoba                 | 1567-1571                      |
| II                             | Lorenzo Suárez de Figueroa y Dormer                             | 1571-1607                      |
| III                            | Gómez Suárez de Figueroa y Mendoza                              | 1607-1634                      |
| IV                             | Lorenzo Suárez de Figueroa y Fernández de Córdoba               | 1634                           |
| V                              | Alonso Fernández de Córdoba y Enríquez de Ribera                | 1637-1645                      |
| VI                             | Luis Ignacio Fernández de Córdoba y Enríquez de Ribera          | 1645-1665                      |
| VII                            | Luis Mauricio Fernández de Córdoba y Figueroa                   | 1665-1690                      |
| VIII                           | Manuel Fernández de Córdoba y de la Cerda                       | 1690-1700                      |
| IX                             | Nicolás Fernández de Córdoba y de la Cerda                      | 1700-1739                      |
| X                              | Luis Antonio Fernández de Córdoba y Spínola                     | 1739-1768                      |
| XI                             | Pedro de Alcántara Fernández de Córdoba y Moncada               | 1768-1789                      |
| XII                            | Luis María Fernández de Córdoba y Gonzaga                       | 1789-1806                      |
| XIII                           | Luis Joaquín Fernández de Córdoba y Benavides                   | 1806-1840                      |
| XIV                            | Luis Tomás Fernández de Córdoba i Ponce de León                 | 1840-1847                      |
| XV                             | Antonio Fernández de Córdoba y Ponce de León                    | 1847-1853                      |
| XVI                            | Luis María Fernández de Córdoba i Pérez de Barradas             | 1873-1879                      |
| XVII                           | Luis Jesús Fernández de Córdoba i Salabert                      | 1880-1956                      |
| XVIII                          | Victoria Eugenia Fernández de Córdoba i Fernández de Henestrosa | 1956-1969                      |
| XIX                            | Rafael de Medina y Fernández de Córdoba                         | 1969-2001                      |
| XX                             | Rafael de Medina Abascal                                        | 2002- actual titular           |